# Diamond Harbour
Diamond Harbour (en bengalí: ডায়মন্ড হারবার ) es una ciudad de la India, en el distrito de 24 Parganas sur, estado de Bengala Occidental.

## Geografía
Se encuentra a una altitud de 7 m s. n. m. a 52 km de la capital estatal, Calcuta, en la zona horaria UTC +5:30.

## Demografía
Según estimación 2010 contaba con una población de 43 665 habitantes.